# 阳关站 (贵阳市)
阳关站是贵阳轨道交通1号线的地铁车站，位于中华人民共和国贵州省贵阳市观山湖区同城大道地下，2017年12月28日开启试运营。
2009年，贵阳轨道交通1号线开始筹建。2010年9月3日《贵州市城市快速轨道交通建设规划》经国务院批准下达批复，并开始起步建设。项目成为2013年度西部开发新开工重点工程，总投资为193.7亿元人民币。阳关站为中间站。